# Timrå IK
Timrå IK (Timrå Red Eagles) je hokejaški klub iz Timråe, kraj Sundsvalla, Švedska. 
Klub potječe od Wifstavarvs IK, utemeljenog 11. svibnja 1928., kluba koji je pokrenuo vlastiti hokejaški odjel 1938.
Timrå IK igra svoju 9. sezonu u švedskoj hokejaškoj ligi, Elitserien, 2005/2006.

## Vanjske poveznice
- Timrå IK - službene stranice
- Timrå IK supporters
- Timrå IK forum  Arhivirana inačica izvorne stranice od 31. listopada 2006. (Wayback Machine)